# Rouillé
Rouillé ist eine französische Gemeinde mit 2.521 Einwohnern (Stand: 1. Januar 2022) im Département Vienne in der Region Nouvelle-Aquitaine; sie gehört zum Arrondissement Poitiers und zum Kanton Lusignan.

## Geographie
Der Ort liegt etwa 30 Kilometer südwestlich von Poitiers. Umgeben wird Rouillé von den Nachbargemeinden Curzay-sur-Vonne im Norden, Jazeneuil im Norden und Nordosten, Lusignan im Osten und Nordosten, Saint-Sauvant im Süden, Avon im Süden und Südwesten, Pamproux im Westen sowie Saint-Germier und Sanxay im Nordwesten.
Am Nordrand der Gemeinde führt die Autoroute A10 entlang.

## Geschichte

### Internierungslager Camp de Rouillé
Das Camp de Rouillé wurde am 6. September 1941 vom Vichy-Regime als Centre de Séjour Surveillé (CSS, Überwachtes Aufenthaltszentrum) eröffnet. Das Camp erstreckt sich über eine Fläche von ca. 1,5 Hektar und lag direkt an der Bahnstrecke von Poitiers-La Rochelle. Es war von einer doppelten Umzäunung umgeben und von zwei Wachtürmen überragt. Der jenseits der Bahnlinie gelegene Bahnhof und die Häuser von Rouillé befanden sich in Sichtweite.
Über die Anzahl der auf dem Gelände befindlichen Holzbaracken gibt es unterschiedliche Angaben. Nach Peschanski sollten 9 Baracken, die zur Unterbringung von Flüchtlingen errichtet worden waren, umgebaut und 9 Baracken für Schlafräume, Speisesäle und Verwaltung neu errichtet werden.:S. 164 Das auf der Webseite der Association Vienna Resistance Internment Deportation abgebildete Modell zeigt zwar auf der einen Lagerseite neun Baracken, auf der gegenüberliegenden Seite aber deutlich weniger, was auf die insgesamt 24 Baracken verweist, von denen Joseph Robert White berichtet. Unabhängig davon war das Camp zur Unterbringung von 800 Personen ausgelegt. Diese Kapazität wurde aber während seiner Nutzung als Internierungslager nie ausgelastet.
Die Menschen, die in Rouillé interniert wurden – 1780 während der knapp vierjährigen Existenz des Camps –, kamen aus unterschiedlichen Gründen hier unter:
- Die politischen Gefangenen, überwiegend Kommunisten, machten etwa 35 % der Gesamtzeahl der Internierten aus.
- Eine nicht näher bezifferte Gruppe bestand aus Personen, die von den Behörden als „gefährlich für die öffentliche Ordnung“ angesehen wurden.
- Weitere 19 % waren nach öffentlichem Recht („droits communs“) verurteilt worden.
- Schwarzmarkthändler machten 40 % der Inhaftierten aus.
- 6 % der Internierten galten als unerwünschte Ausländer (indésirables étrangers), was insbesondere für die spanischen Bürgerkriegsflüchtlinge galt.

Die ersten 127 Häftlinge im Lager waren Kommunisten aus der Region Paris, die zuvor im Lager Aincourt festgehalten worden waren. In den Folgejahren schwankten die Belegungszahlen des Camps erheblich: Im November 1941 waren es 577 Internierte, im November 1942 638, im November 1943 274 und im Juni 1944 379. Für die Schwankungen in den Belegungszahlen nennt White drei Gründe:

„Erstens war Rouillé aufgrund der Nähe zur Feldkommandantur (FK) in Poitiers ein leichtes Ziel, um politische Gefangene als Geiseln zu nehmen, die dann meist als "Vergeltung" für Angriffe der Résistance erschossen wurden. Die deutschen Behörden betrachteten die politischen Internierten von Rouillé als eine Art Geiselreserve. Zweitens zeigen die Unterlagen aus den Lagern von Voves und Pithiviers, dass es zahlreiche Verlegungen zwischen Rouillé, Voves und später Pithiviers gab, insbesondere im Oktober 1942, November 1943 und April 1944. Solche Verlegungen waren manchmal ein Zwischenschritt vor der Übergabe an die deutschen Behörden über ein SS-Gefangenenlager. Drittens rekrutierte die Organisation Todt (OT) einige Rouillé-Häftlinge für den Arbeitseinsatz in Royan, fast 121 Kilometer südwestlich des Lagers an der Atlantikküste.“

Am 7. März und 9. April 1942 wurden neun kommunistischen Geiseln aus dem Camp de Rouillé auf dem Butte de Biard erschossen.
Die materiellen und sanitären Bedingungen im Camp werden übereinstimmend als völlig erbärmlich eingestuft, und ebenso einhellig wird hervorgehoben, dass es für die Internierten fast ausschließlich vegetarische Kost gab. Eine Ausnahme hiervon gab es nur, wenn Hilfspakete das Lager erreichten. Für diese sorgte eine katholische Nonne, Schwester Jeanne Chérer. Sie spielte für das Camp de Rouillé eine ähnlich bedeutsame Rolle wie Pater Jean Fleury im Internierungslager Potiers.
Trotz der durch das Lagerleben erzwungenen Entsagungen gab es aber auch Ansätze zu einem kulturellen Leben im Camp. Es existierte ein kleines Orchester, und gelegentlich gab es Theateraufführungen. Kulturelle Aktivitäten dienten aber auch der Tarnung für heimlich abgehaltene Kurse der Häftlinge, die zum Beispiel Fremdsprachen- und Mathematikkurse abhielten.
In Rouillé gab es mit Unterstützung von außen Ausbruchversuche der Internierten, und eine gelungene Flucht führte schließlich auch zur Schließung des Camps.

„In der Nacht vom 10. auf den 11. Juni 1944 griff eine Maquis-Einheit […] das Lager Rouillé an, durchbrach dessen Verteidigungsanlagen und verhalf 47 Internierten, zumeist spanischen Republikanern, zur Flucht. […] Die Entflohenen schlossen sich dem Maquis an.“

Peschanski geht davon aus, dass die Intervention von außen in Zusammenarbeit mit einigen Bewachern des Lagers organisiert wurde, die selber dem Maquis angehörten.:S. 538
Die an dem Ausbruch beteiligte Maquis-Einheit geriet am 27. Juni 1944 in einen deutschen Hinterhalt. 31 Widerstandskämpfer wurden massakriert. An sie erinnert seit 1946 ein Denkmal, das Monument de la Route de la Liberté nahe dem zu Celle-Lévescault gehörenden Weiler Vaugeton. (Lage)
Nach dem 11. Juni 1944 wurden die noch verbliebenen Internierten in das Camp de la Route de Limoges verlegt. Im Zuge der Befreiung Frankreichs wurde aus dem Camp de Rouillé ein Lager für gefangen genommene deutsche Offiziere. In Rouillé existiert noch ein Silo, das 1945–1946 von deutschen Kriegsgefangenen gebaut wurde.
Auf dem ehemaligen Lagergelände befindet sich heute die École élémentaire Robert Domineau. Zwischen der und den Bahngleisen verläuft die Rue de l'Augerie, an der sich als Teil der Chemins de Liberté ein Gedenkstein befindet. (Lage) Dessen Inschrift lautet: „1941-1944 An der Stelle, an der diese Schule stand, befand sich ein Konzentrationslager Hitlers. Menschen kämpften, litten und starben für Frankreich und die Freiheit.“
2016 Erwarb die Stadt aus Privatbesitz eine erhalten gebliebene Baracke des Camp de Rouillé, die 2018 abgebaut und eingelagert wurde. Sie soll Teil eines geplanten Informationszentrums über die Internierung in Rouillé werden.

### Bevölkerungsentwicklung
| Jahr      | 1962 | 1968 | 1975 | 1982 | 1990 | 1999 | 2006 | 2017 |
| Einwohner | 2290 | 2157 | 2182 | 2111 | 2121 | 2128 | 2374 | 2468 |

## Sehenswürdigkeiten
Siehe auch: Liste der Monuments historiques in Rouillé
- Protestantische Kirche von 1883, die zu den größten im Westen Frankreichs gehört, seit 1998 Monument historique
- Katholische Kirche Saint-Hilaire, seit 1935 Monument historique
- Evangelische Kapelle und katholische Kapelle
- Schloss L’Augerie
- Markthalle
- Zentrum für zeitgenössische Kunst RURART
- Waschhaus

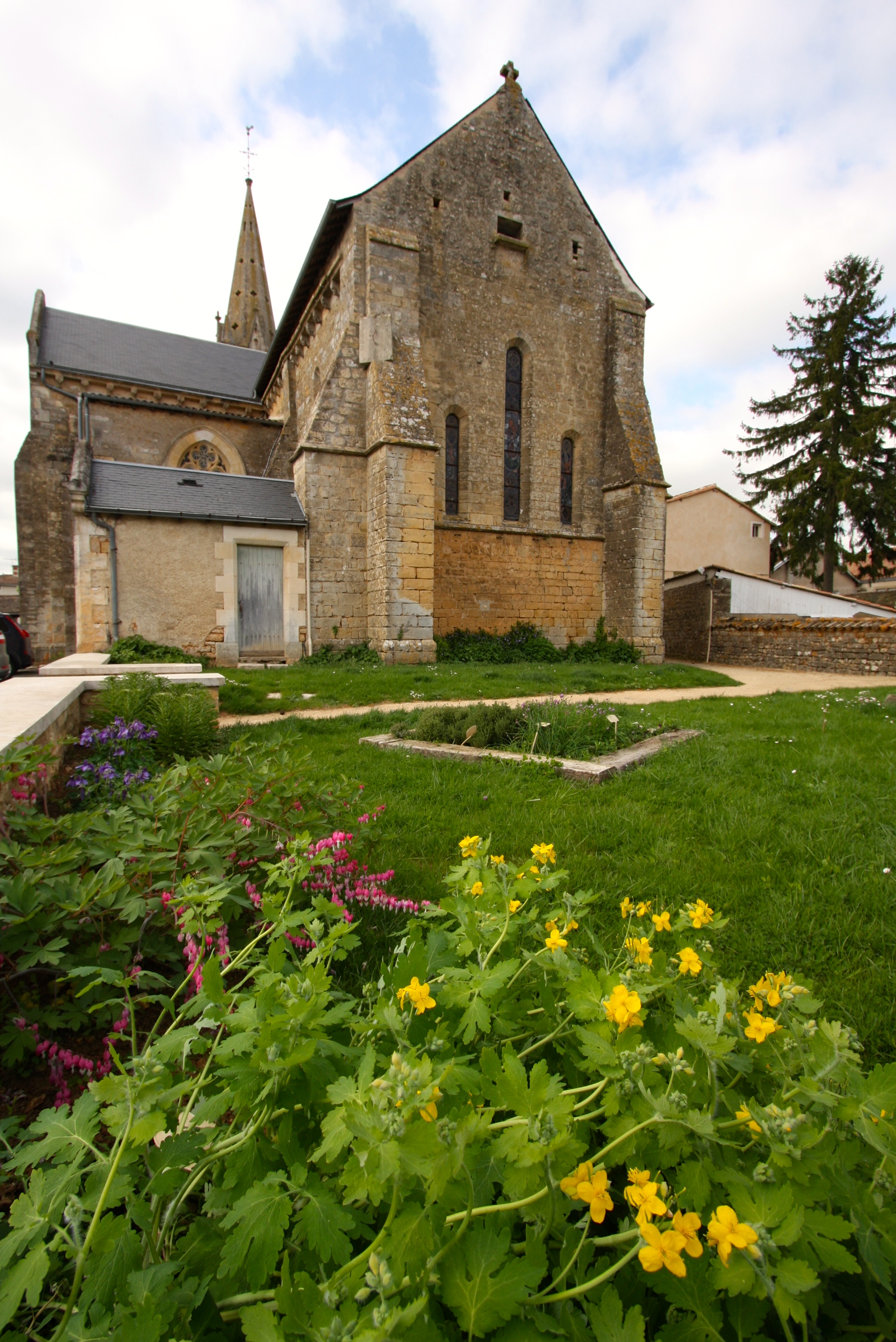
Kirche Saint-Hilaire
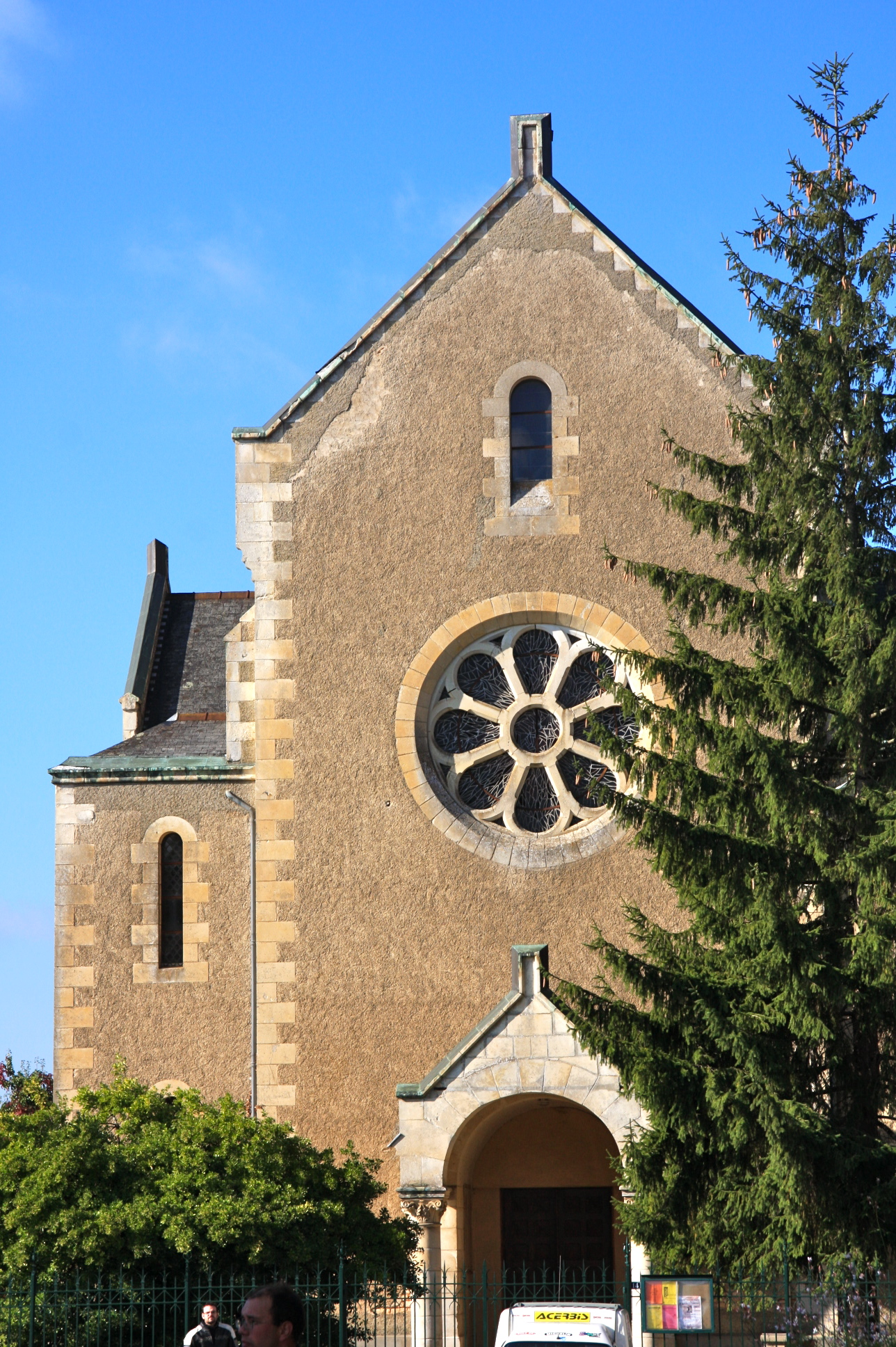
Protestantische Kirche
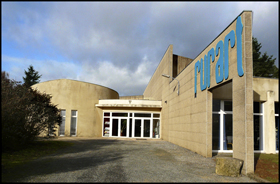
Zentrum für zeitgenössische Kunst RURART

## Gemeindepartnerschaften
Mit der spanischen Gemeinde Guardo in Kastilien-León besteht eine Partnerschaft.

## Verkehr
Am Bahnhof Rouillé an der Bahnstrecke Saint-Benoît–La Rochelle-Ville verkehren TER-Züge von und nach La Rochelle-Ville und Poitiers.